# Pillac
Pillac település Franciaországban, Charente megyében. Lakosainak száma 253 fő (2022. január 1.). Pillac Bellon, Juignac, Laprade, Montignac-le-Coq, Nabinaud, Saint-Romain, Saint-Séverin és Bors községekkel határos.

## Népesség
A település népességének változása:
| Lakosok száma | 356  | 267  | 260  | 258  | 270  | 269  | 266  | 271  | 273  | 253  |
|               | 1968 | 1982 | 1990 | 2006 | 2013 | 2015 | 2017 | 2019 | 2020 | 2022 |